# Salix exigua
Salix exigua är en videväxtart som beskrevs av Thomas Nuttall. Salix exigua ingår i släktet viden, och familjen videväxter. Inga underarter finns listade i Catalogue of Life.

## Bildgalleri

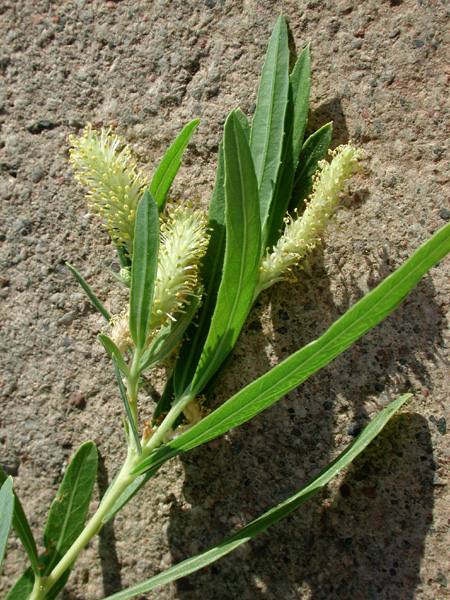
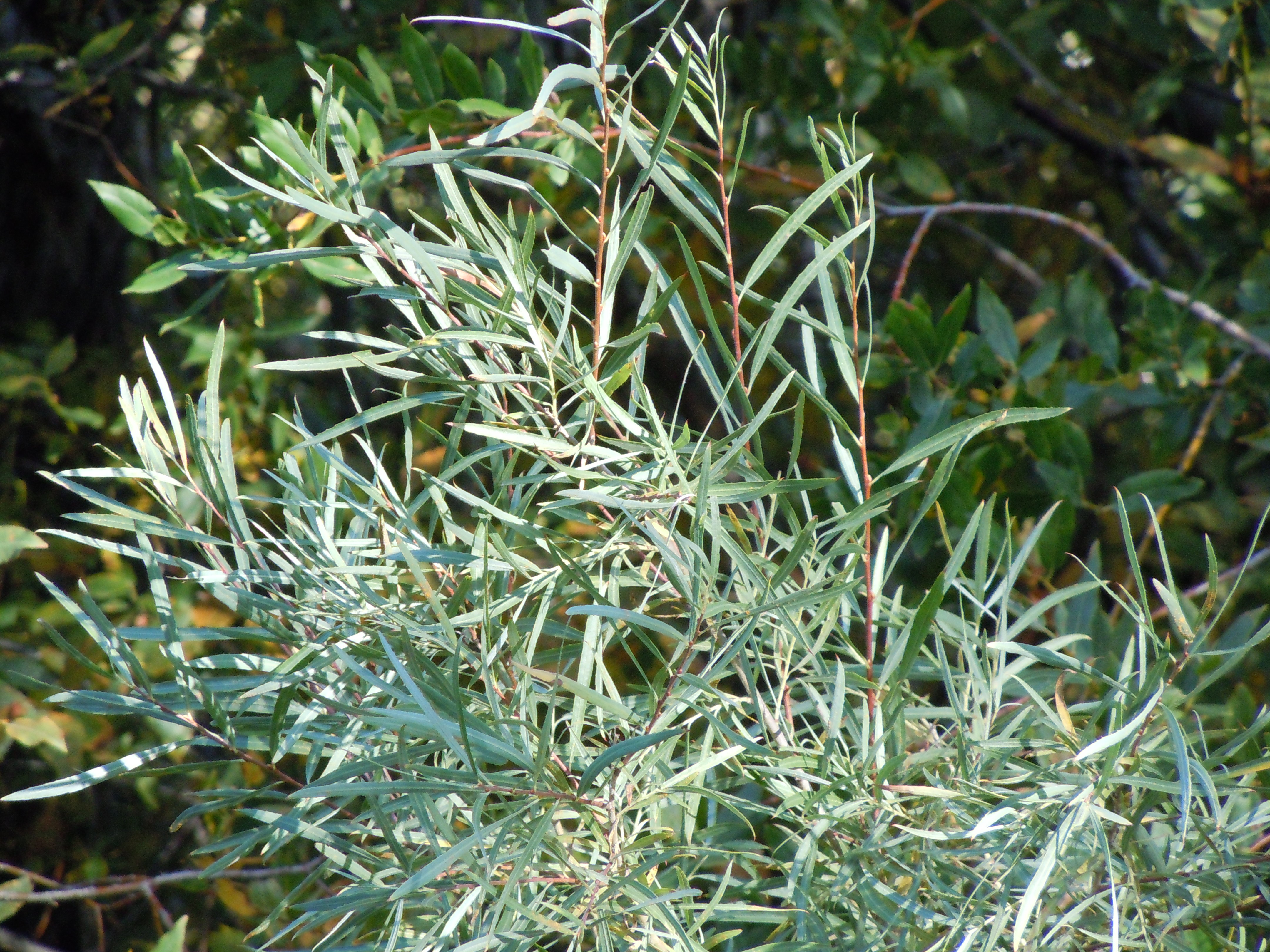
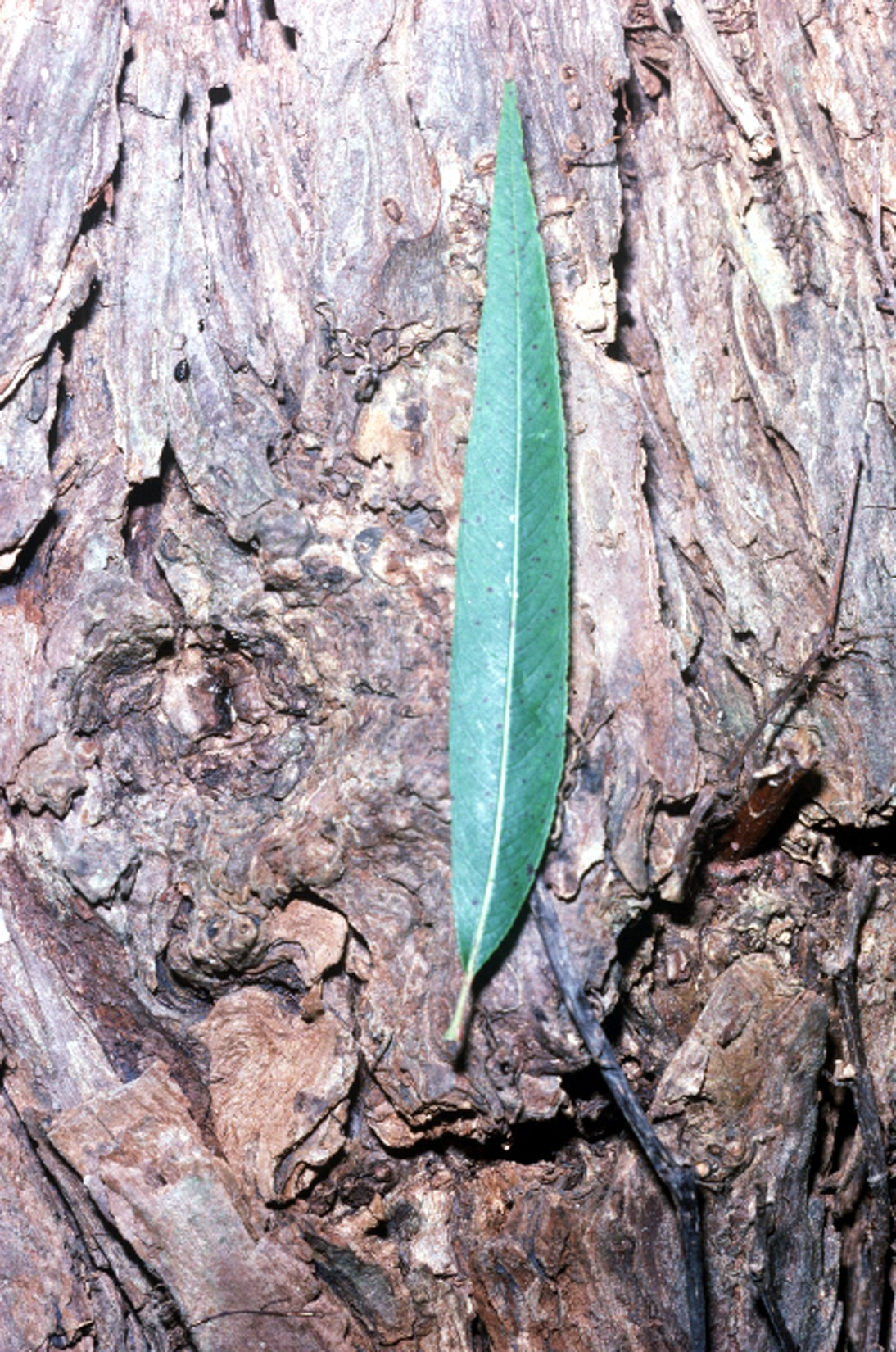
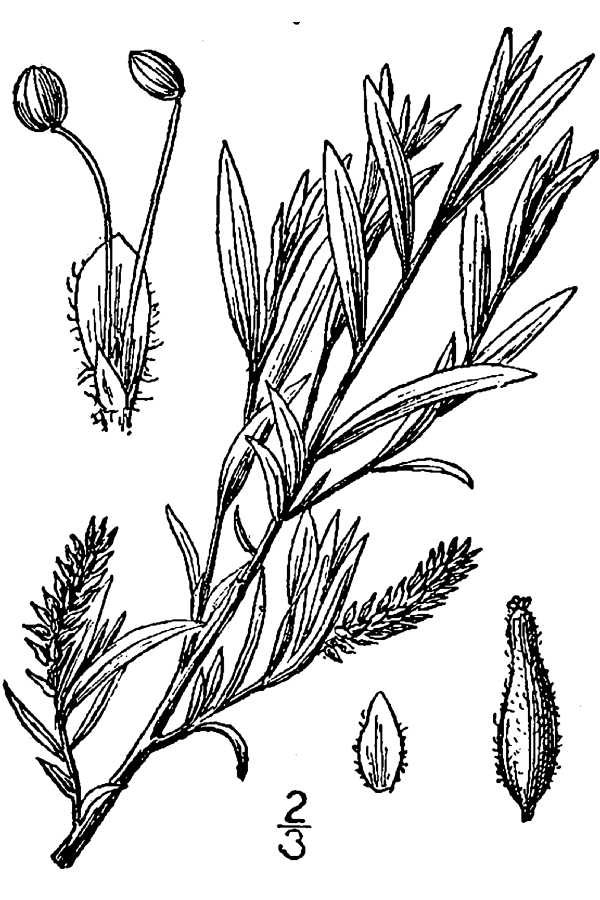
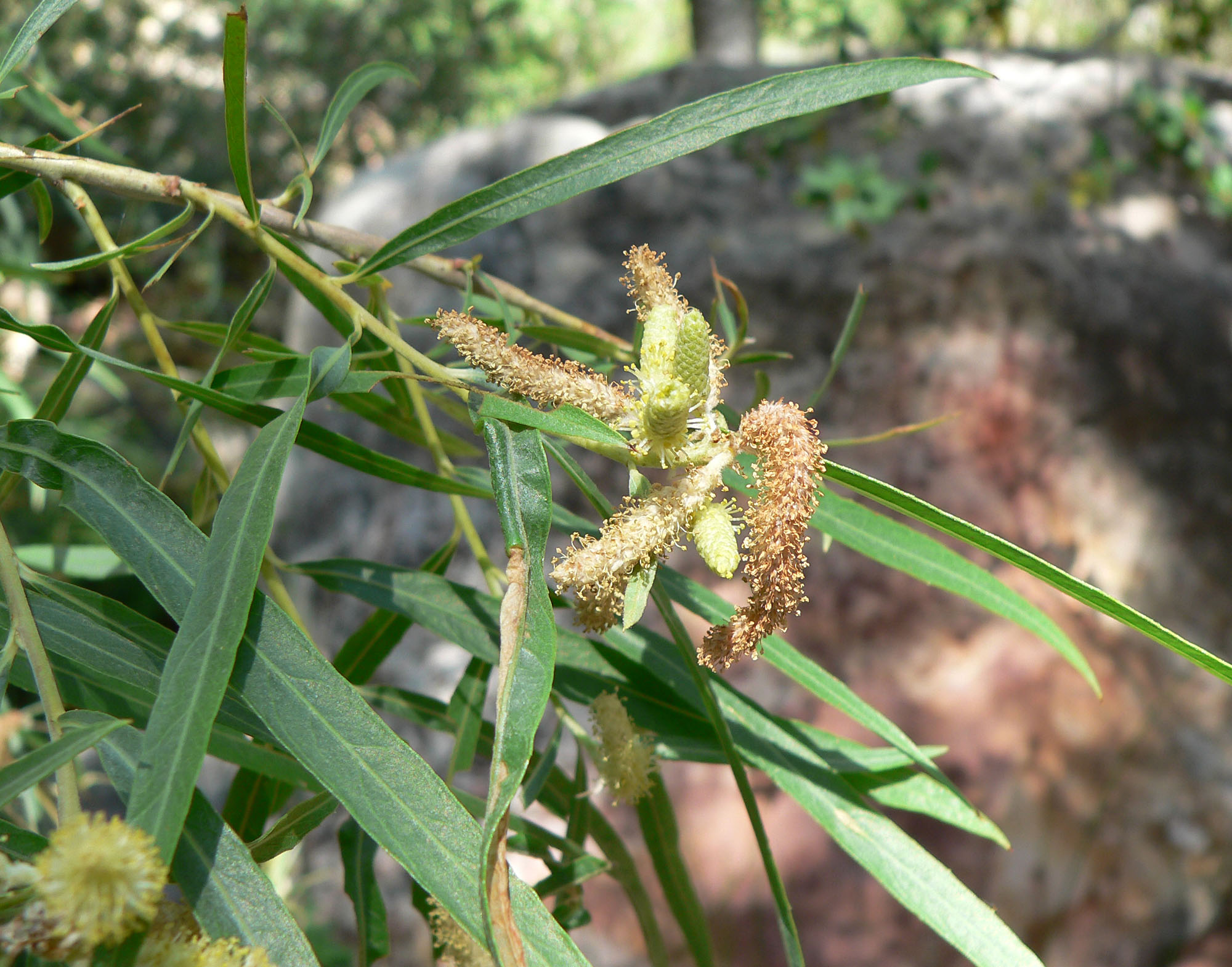
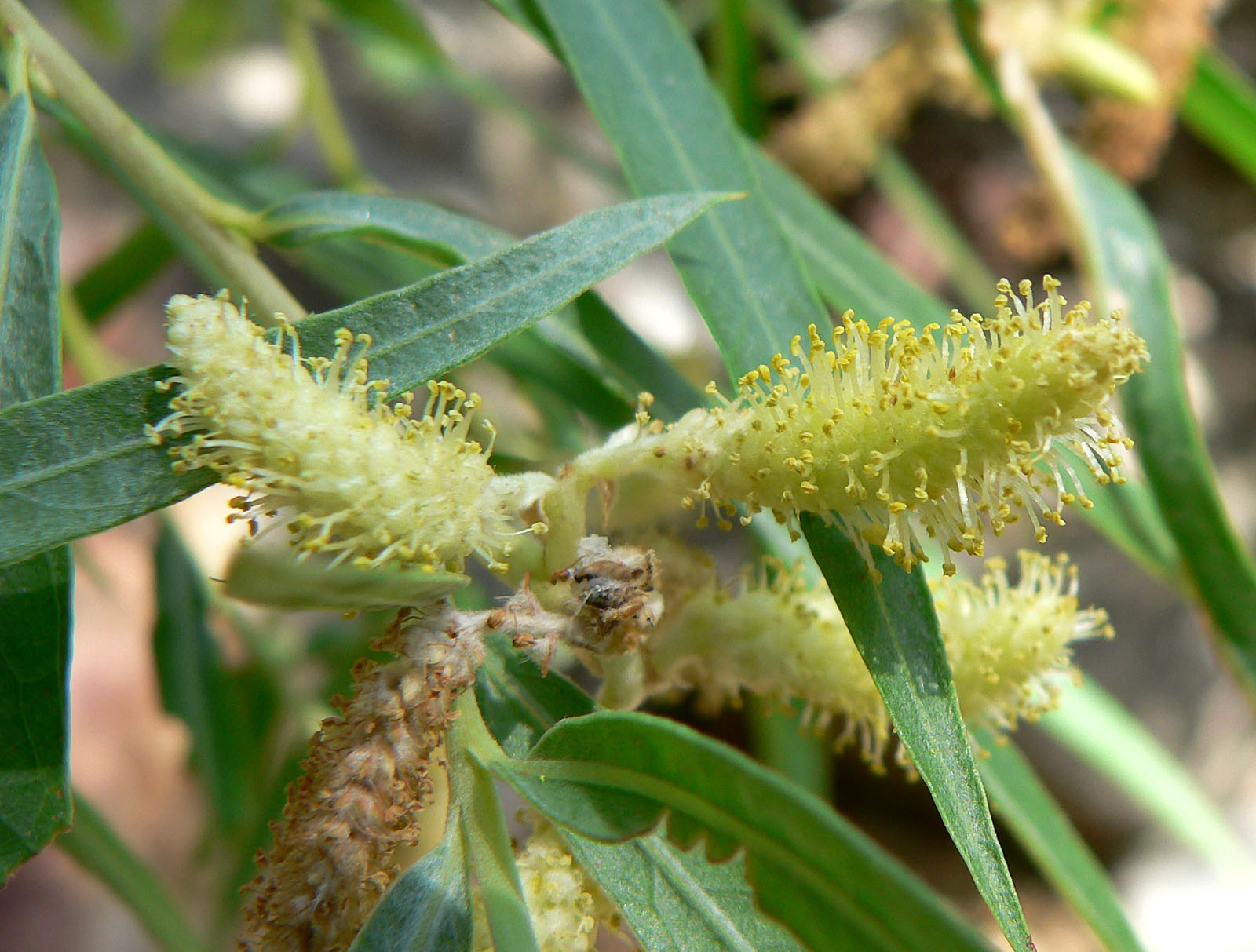